# Distretto di Nômrôg
Il distretto di Nômrôg è uno dei ventiquattro distretti (sum) in cui è suddivisa la provincia del Zavhan, in Mongolia. Conta una popolazione di 1.848 abitanti (censimento 2005). 